# São Francisco, São Paulo
São Francisco là một đô thị ở bang São Paulo của Brasil. Đô thị này nằm ở vĩ độ 20º21'33" độ vĩ nam và kinh độ 50º41'48" độ vĩ tây, trên khu vực có độ cao 402 m. Dân số năm 2004 ước tính là 3.028 người. Tuyến đường SP-563 chạy qua đô thị này. São Francisco có diện tích 75,317 km2, dân số 2.893 người (năm2008).